# 利敏貞
利敏贞，GBS，JP（1964年7月31日—），香港公務員，官至首長級甲一級政務官，退休前為商務及經濟發展局常任秘書長。

## 履歷
利敏贞在1988年8月加入香港政府政務職系。加入政府後，她先後在皇家香港警務處、布政司辦公室、懲教署、文康廣播科、運輸科（後改稱運輸局）等決策局及部門服務，她在1999年前後出任貿易署（後改稱工業貿易署）擔任助理署長，負責方便營商及推廣使用電子商貿相關的工作。其後，她在2001年9月至2006年4月任行政署副署長。在2006年8月，利調任衞生福利及食物局副秘書長（家庭及婦女事務），並擔任何東爵士慈善基金撥款委員會主席。隨著政府架構重組，利在2007年7月第三屆政府上台後，出任勞工福利局副秘書長（福利），並在2008年4月晉升為首長級乙一級政務官。

### 通訊事務
2010年5月3日，利敏貞接替黎陳芷娟出任電訊管理局總監。因應《通訊事務管理局條例草案》在2011年獲通過，政府在2012年4月1日將廣播事務管理局和電訊管理局局長的職能合併，成立通訊事務管理局，作為規管廣播業和電訊的單一規管機構，利留任新成立的通訊事務管理局辦公室出任通訊事務總監，同時晉升為首長級甲級政務官。
擔任通訊事務總監期間，利處理了具爭議的香港免費電視牌照事件，並以態度強悍著稱。她嘗指責香港電視主席王維基混淆了持牌人及監管機構的角色，並指寧可被指僵化、官僚，也不會背負有法不依、執法不公的罪名。利敏貞在2017年8月獲晉升為常任秘書長。當年9月15日，通訊事務管理局職員為其在灣仔一家酒家舉行惜別午宴，筵開四席。有報章指職員是「被勸說出席」。該局發言人則表示指控失實及毫無事實根據，聚會純屬私人性質，員工均是自願參加及付費。

### 常任秘書長
利敏貞在2017年8月18日接替何淑兒出任商務及經濟發展局常任秘書長（通訊及創意產業），並在翌年6月12日接替容偉雄擔任同局負責工商及旅遊的常任秘書長，任內曾隨局長邱騰華訪問美國。她在2019年4月晉升為首長級甲一級政務官，並續任商務及經濟發展局常任秘書長（工商及旅遊）一職。至2022年7月1日，此職位因政府架構重組而改稱為商務及經濟發展局常任秘書長，負責工商（包括對外商貿關係及促進外來投資）、支援中小型企業、推動香港參與「一帶一路」建設、電訊、廣播、保護知識產權、保障消費者權益、競爭政策、電影檢查、管制淫褻及不雅物品、會議及展覽、郵政服務、促進貿易和葡萄酒業務，以及與聯合國安全理事會制裁相關的工作。

## 軼事
2018年2月20日，利敏貞在一個記者招待會上，身穿一襲類似清朝官服的套裝，其穿衣品味引起熱議。

## 榮譽

### 殊勳
- 官守太平紳士（J.P.）（2004年7月1日－）[18][19]